# 1948 na televisão

## Nascimentos
| Data            | Nome               | Profissão                                             | Nacionalidade            | Observações | Ref   |
| --------------- | ------------------ | ----------------------------------------------------- | ------------------------ | ----------- | ----- |
| 5 de fevereiro  | Barbara Hershey    | atriz                                                 | Estados Unidos           |             |       |
| 20 de fevereiro | Jennifer O'Neill   | atriz                                                 | Estados Unidos           |             |       |
| 31 de maio      | Marília Gabriela   | jornalista, escritora, atriz e apresentadora de tv    | Brasil                   |             |       |
| 31 de maio      | Marco Nanini       | ator, produtor teatral, humorista e diretor de teatro | Brasil                   |             |       |
| 22 de junho     | Tonico Pereira     | ator                                                  | Brasil                   |             |       |
| 29 de junho     | Pedro Paulo Rangel | ator, diretor, tradutor, arranjador e letrista        | Brasil                   | m. 2022     | [ 1 ] |
| 12 de julho     | Dušan Kovačević    | dramaturgo e realizador                               | Sérvia                   |             |       |
| 31 de julho     | Hans Donner        | designer                                              | Brasil · Áustria (nasc.) |             |       |
| 23 de agosto    | Glauce Graieb      | atriz                                                 | Brasil                   |             |       |
| 25 de agosto    | Tony Ramos         | ator                                                  | Brasil                   |             |       |
| 18 de setembro  | Neila Tavares      | atriz e escritora                                     | Brasil                   | m. 2022     | [ 2 ] |
| 30 de setembro  | Janet Arceo        | atriz                                                 | México                   |             |       |
| 4 de outubro    | Lúcia Alves        | atriz                                                 | Brasil                   |             |       |
| 10 de novembro  | Mário Viegas       | atriz                                                 | Portugal                 | m. 1996     | [ 3 ] |
| 28 de dezembro  | Édgar Vivar        | ator e médico                                         | México                   |             |       |

## Mortes
| Data | Nome | Profissão | Nacionalidade | Observações | Ref |
| ---- | ---- | --------- | ------------- | ----------- | --- |